# Rijnzichtbrug
De Rijnzichtbrug is een verkeersbrug in de Nederlandse stad Leiden. Het is een brug over het Galgewater tussen de Morsweg en de Haagweg, vlak naast een spoorbrug gelegen. 
De brug, het brugwachtershuisje en het transformatorhuisje vormen samen een rijksmonument..
Een deel van het transformatorhuisje was voorheen ingericht als openbaar urinoir; opgeheven en afgesloten omstreeks 1980.
In juli 2017 was de Rijnzichtbrug enige tijd afgesloten voor groot onderhoud en asfalteringswerkzaamheden aan de toeleidende wegen.

## Foto's

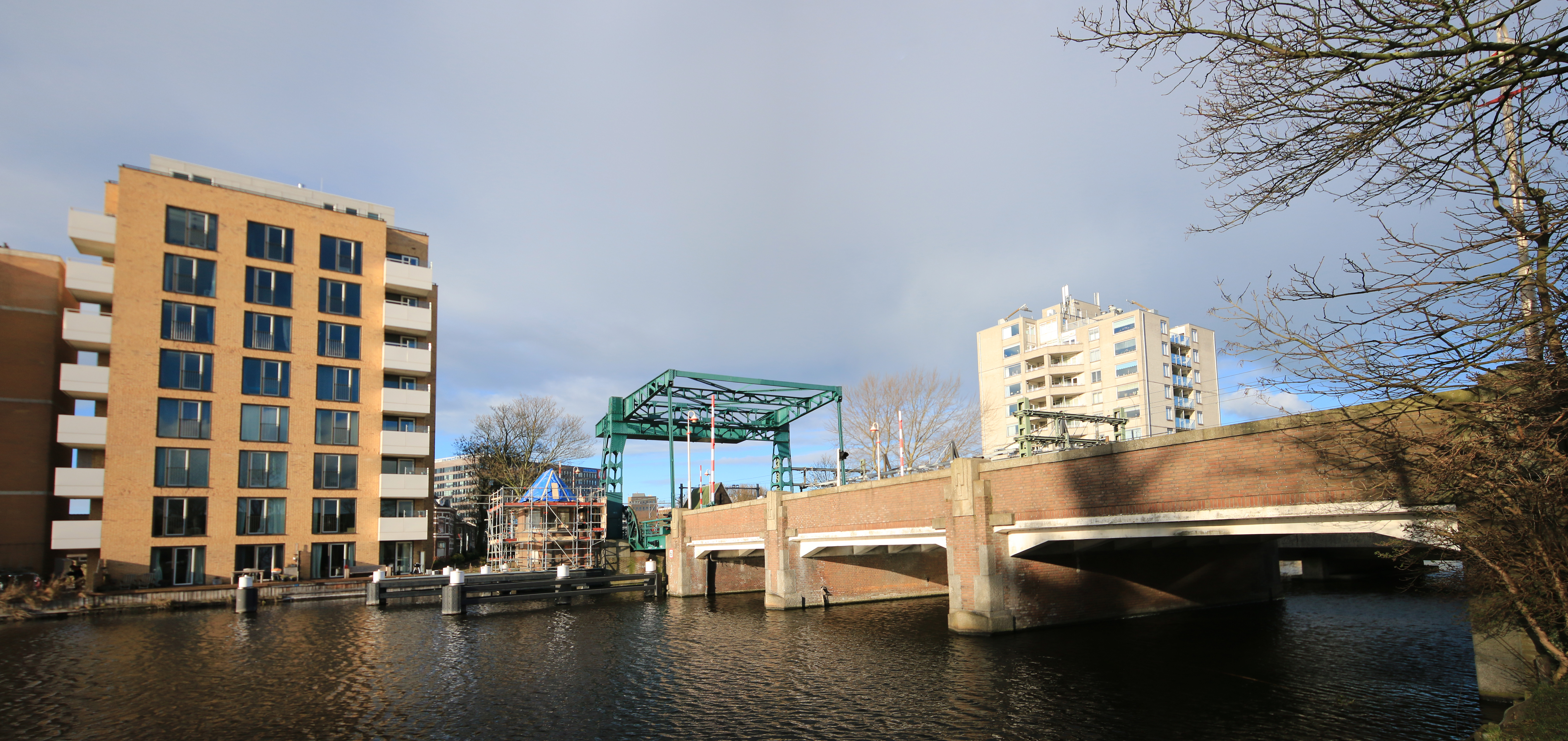
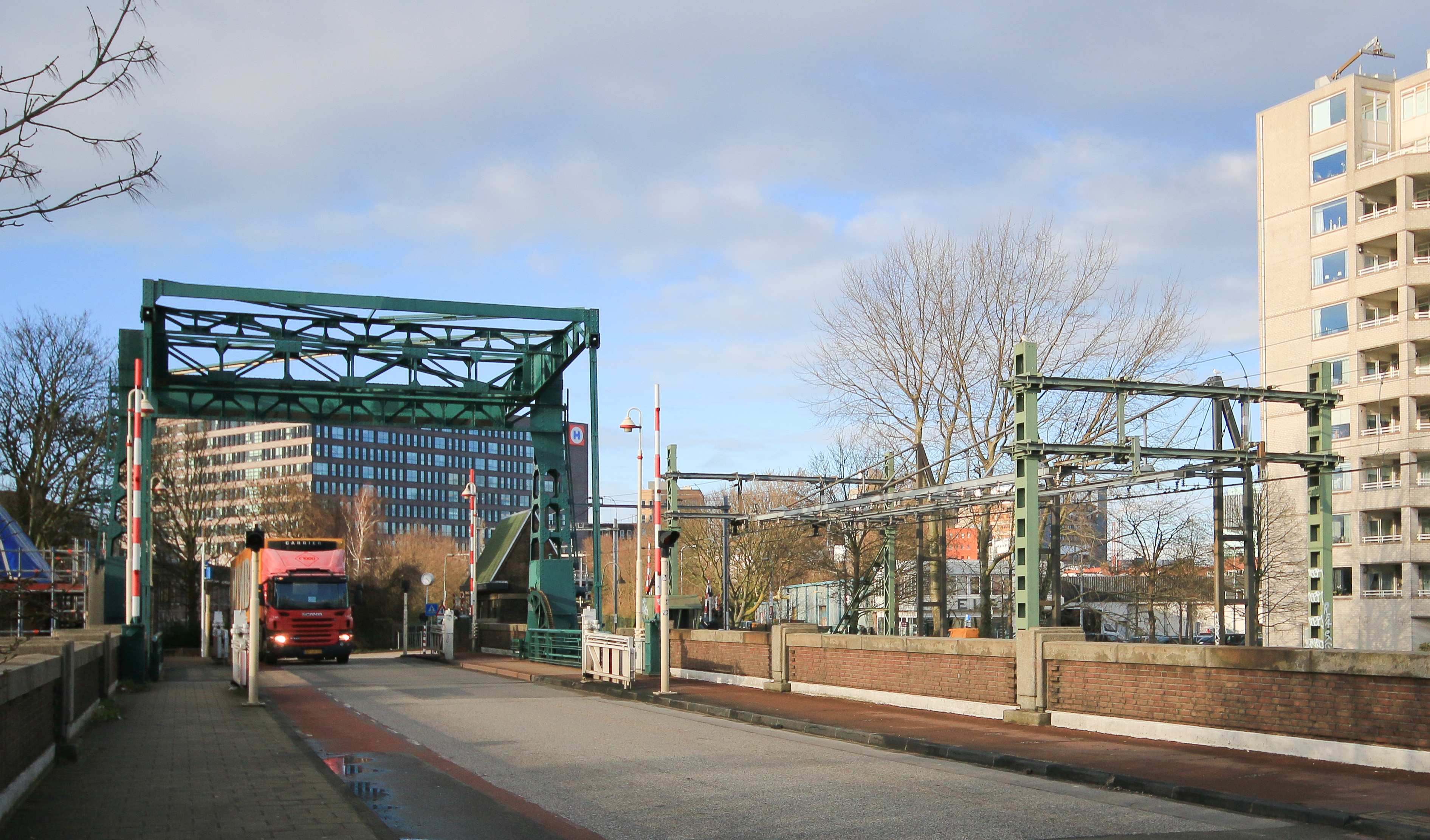
Gezien van de kant van Vreewijk (Z)
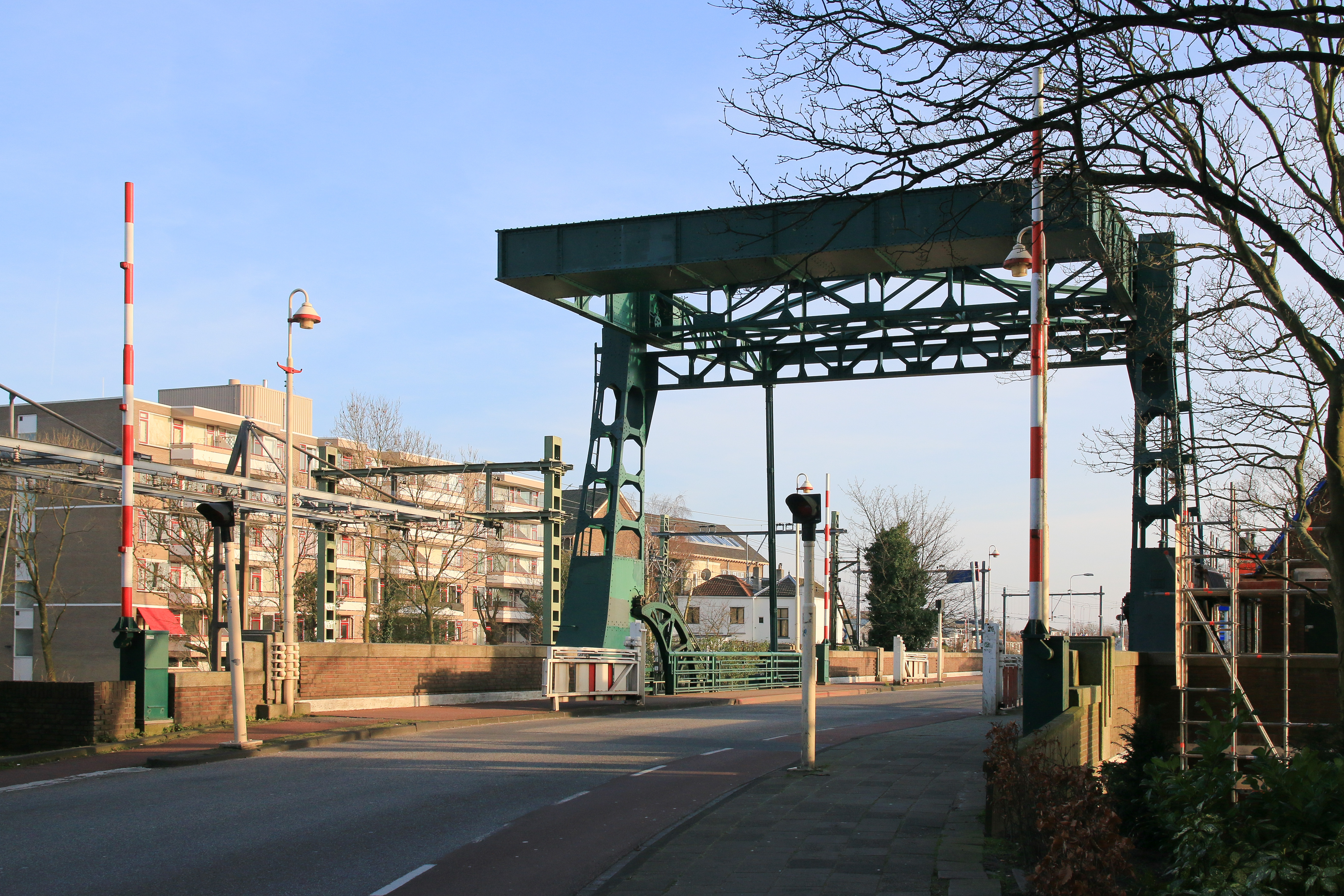
Gezien van de kant van de Transvaalbuurt (N)
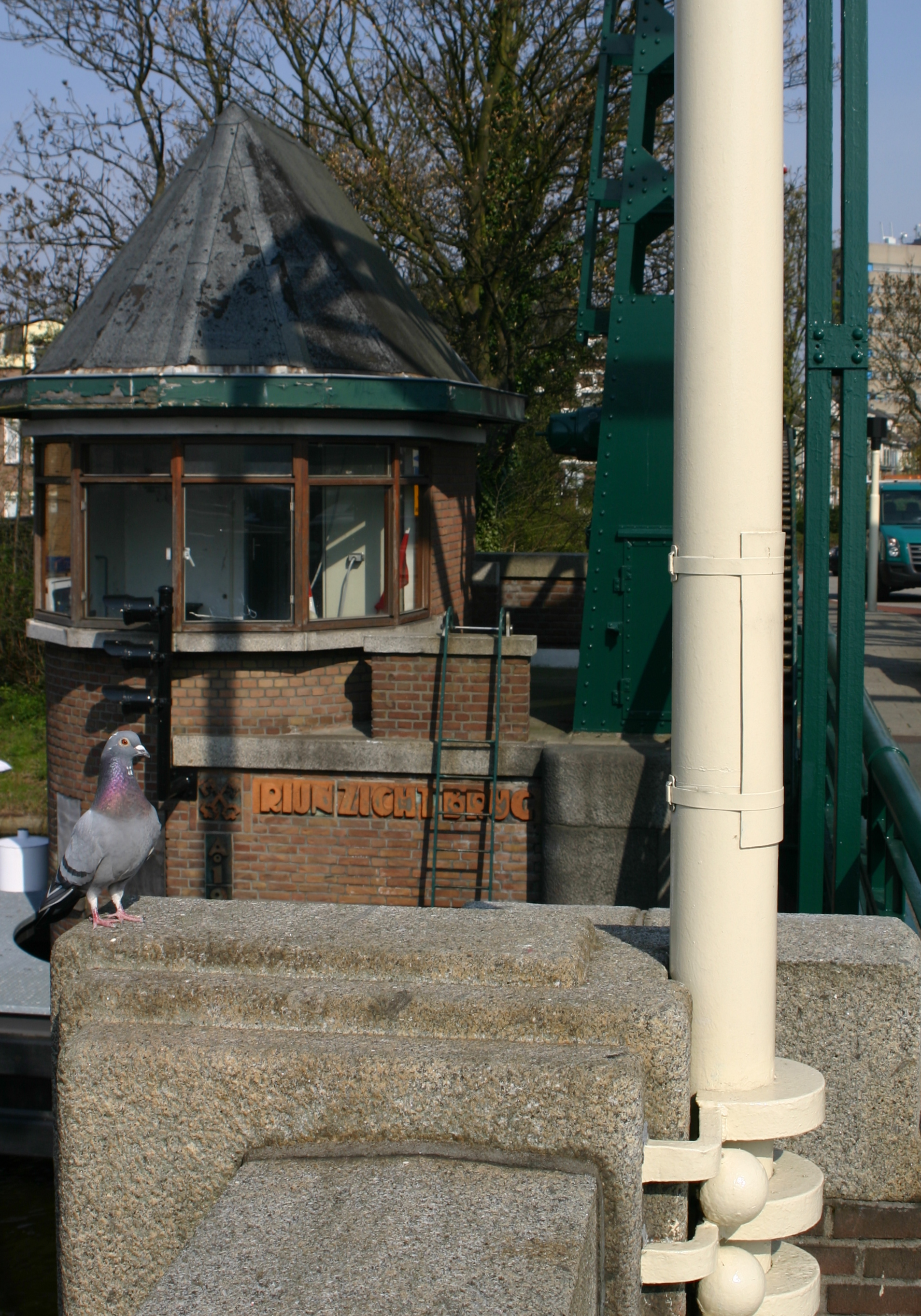
Brugwachtershuisje
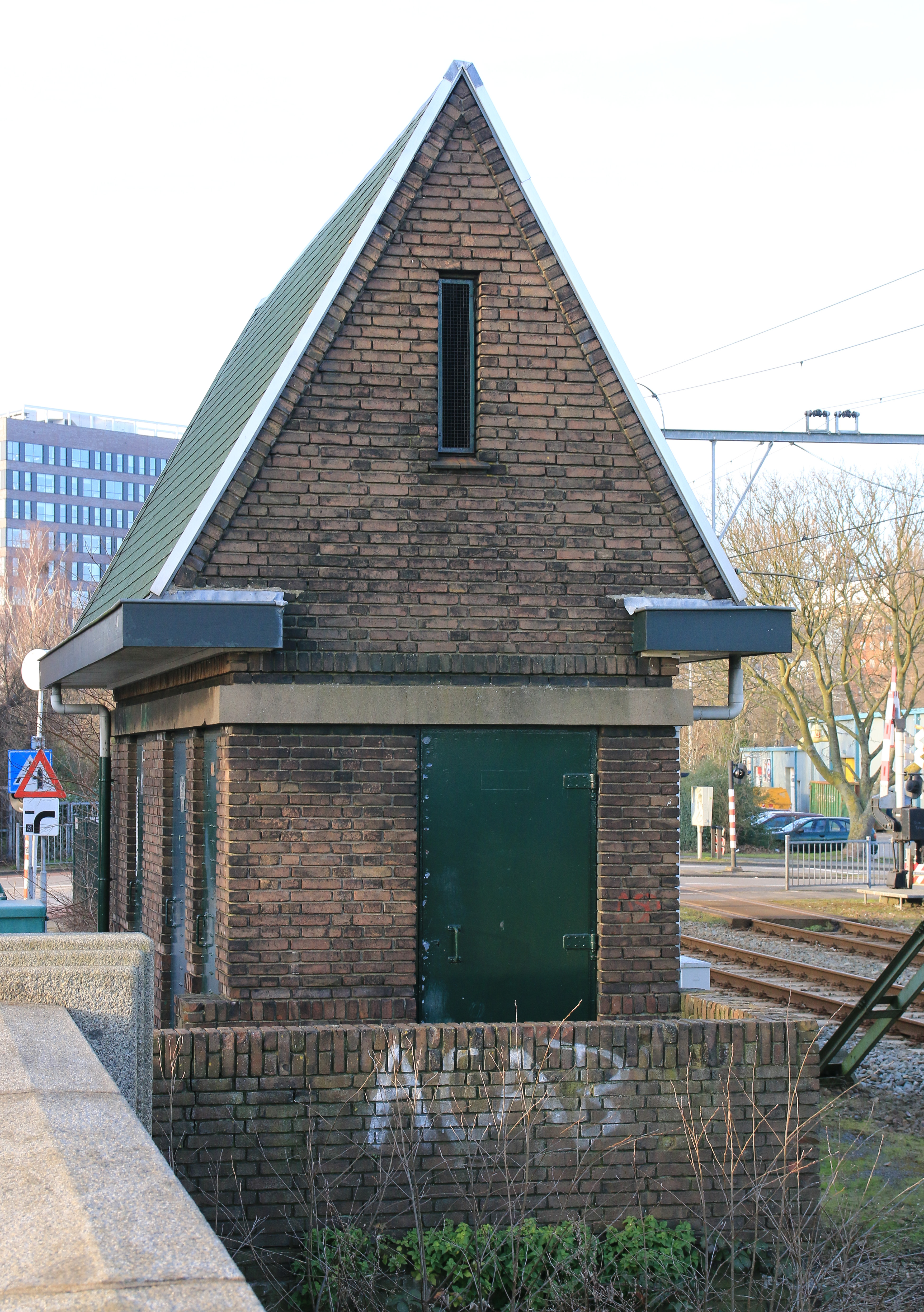
Transformatorhuisje
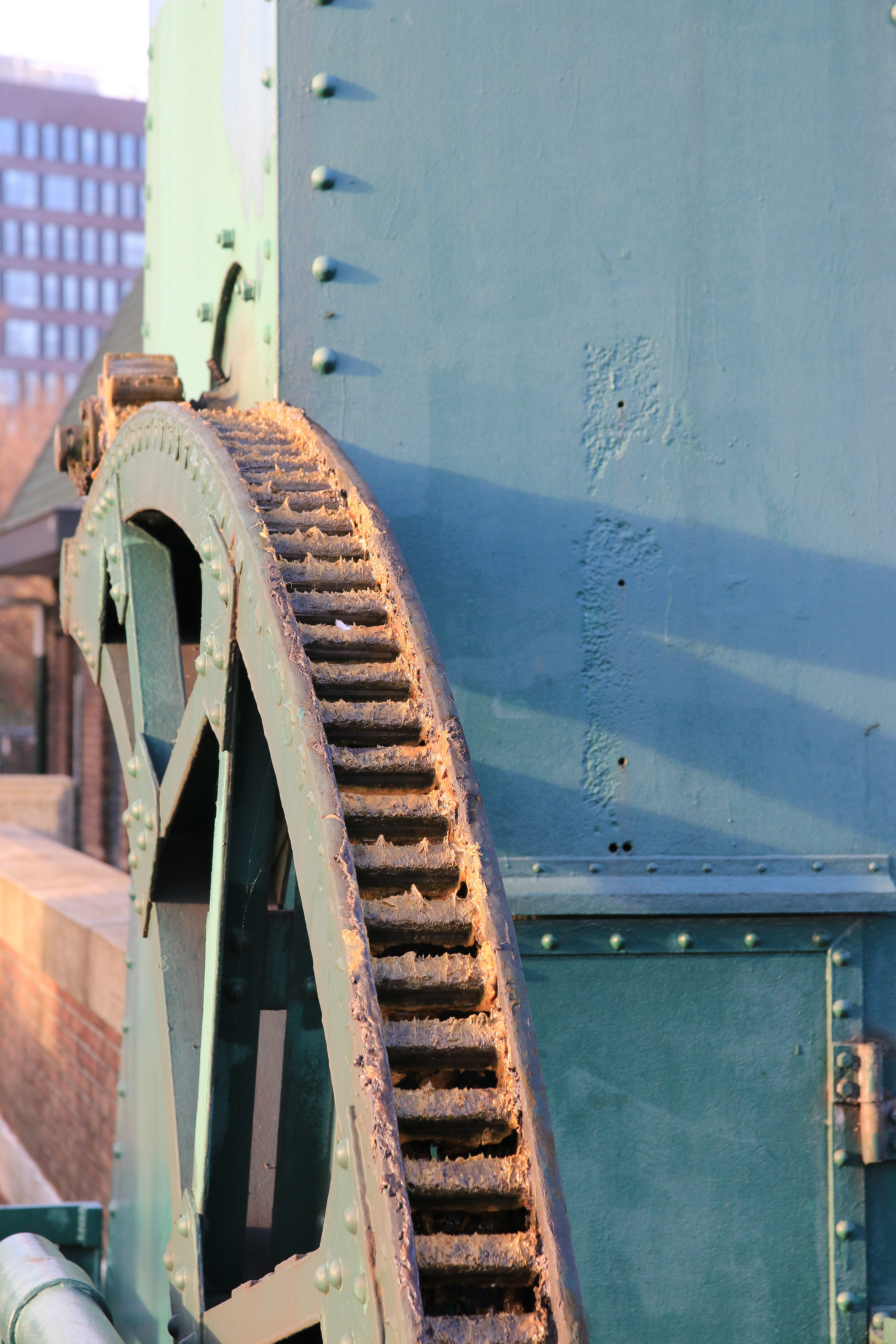
Detail brug